# Dimitar Ivanov Popov
Dimitar Ivanov Popov (em búlgaro:  Димитър Иванов Попов) (Sófia, 13 de outubro de 1894 — 25 de outubro de 1975) foi um químico orgânico búlgaro. Foi membro da Academia de Ciências da Bulgária.